# Лера
Лера (мкд. Лера) је насеље у Северној Македонији, у јужном делу државе. Лера припада општини Битољ.

## Географија
Насеље Лера је смештено у јужном делу Северне Македоније. Од најближег већег града, Битоља, насеље је удаљено 20 km западно.
Лера се налази у области Ђаваткол, планинске области између Пелагоније и басена Преспанског језера. Насеље је смештено у пољу, које гради речица Шемница у горњем делу свог тока. Западно од насеља издиже се планина Бигла, а источно Облаковска планина. Надморска висина насеља је приближно 750 метара.
Клима у насељу је планинска због знатне надморске висине.

## Становништво
Лера је према последњем попису из 2021. године имала 110 становника.
| Национални састав према попису из 2021.‍ | Национални састав према попису из 2021.‍ | Национални састав према попису из 2021.‍ | Национални састав према попису из 2021.‍ | Национални састав према попису из 2021.‍ |
| --------------------------------------- | --------------------------------------- | --------------------------------------- | --------------------------------------- | --------------------------------------- |
|                                         |                                         |                                         |                                         |                                         |
| Албанци                                 | Албанци                                 |                                         | 94                                      | 85,4%                                   |
| Македонци                               | Македонци                               |                                         | 16                                      | 14,6%                                   |

Већинска вероисповест је ислам, а мањинска православље.